# 他佐洛尔
他佐洛尔是一种含氮有机化合物，化学式C
9H
16N
2O
2S，能作为β受体阻滞剂用于治疗心血管疾病。